# Konzentratlagerstätte
Eine Konzentratlagerstätte ist eine Anreicherung von meist unverbundenen (disartikulierten) Fossilien mit unterschiedlichem Erhaltungszustand. Die weitere Unterteilung lässt sich aufgrund von Unterschieden in den Sedimentationsraten, dem Grad der Transportsonderung und dem Ablauf der frühen Diagenese vornehmen. Von den Konzentratlagerstätten werden die Konservatlagerstätten unterschieden. Diese Fossillagerstätten zeichnen sich durch eine außergewöhnlich gute fossile Erhaltung aus.

## Arten
Prinzipiell unterscheidet man drei Arten von Konzentratlagerstätten:

### Kondensate
Kondensate entstehen bei geringer bis fehlender Nettosedimentation. Beispiele sind festländische Höhlenlehme auf dem Festland, dem terrestrischen Ablagerungsraum terrestrischen Bereich, submarine Höhlenablagerungen und Kondensationshorizonte.

### Seifen
Als Seifen werden Anreicherungen bezeichnet, welche auf sedimentäre Transportsonderung zurückgeführt werden können. Beispiele sind Bonebeds (Anreicherungen von Knochen und Zähnen), Schill (Anreicherungen der Gehäusereste von Muscheln (Bivalva) oder Armfüßern (Brachiopoda)) und Bernstein.

### Konzentratfallen
Konzentratfallen entstehen durch Einschwemmung von Tier- und Pflanzenresten in Hohlräume. Dazu gehören Spaltenfüllungen und Grabgangfüllungen.